# Yves Quéré
Yves Quéré (nascido em 1931 em Commercy)  é um físico francês e membro da Academia de Ciências.
Quéré é Professor Emérito da École Polytechnique, onde foi eleito Presidente do Departamento de Física e Presidente do Senado de Professores, e depois nomeado Diretor de Educação.

## Biografia e vida pessoal
Engenheiro de minas (Paris) com doutorado em ciências, trabalhou no Commissariat à l'énergie atomique e depois na École polytechnique.
Em 1961, casou-se com France Jaulmes, escritora e teóloga. Eles têm três filhos.
Com Jean-Michel Molkhou, Philip Boenhoffer e Frédéric Fortineau, ganhou o 1º Prémio no CEM (European Chamber Music Competition).

## Trabalho científico
A sua investigação centra-se na física dos materiais e em particular no estudo da interação das partículas com os sólidos e os efeitos da irradiação, situando o seu trabalho na fronteira entre a investigação académica e as aplicações.
Este trabalho teve como foco:
- Os efeitos da radiação em sólidos. Tendo descoberto o fenômeno do crescimento de urânio em temperatura muito baixa irradiado por nêutrons e explicado teoricamente (com Jean Blin) o "inchaço exagerado" por gases de fissão em combustíveis nucleares, ele desenvolveu (com Florence Rullier) o deslocamento seletivo de átomos em um binário liga, notadamente supercondutora e estudou (com Jean Leteurtre, Libero Zuppiroli e Jacques Dural) o "fluxo induzido" (por irradiação) de vários materiais metálicos e iônicos.
- O estudo de defeitos pontuais em metais e, em particular, de lacunas em prata. Ele descobriu e estudou a forte interação com os átomos de oxigênio incluídos.
- A canalização de prótons e partículas alfa em cristais. Tendo desenvolvido (com Jean Mory e Georges Désarmot) o método "canaligráfico", ele demonstrou o poder de decanalização da maioria dos defeitos cristalinos e, em particular, os deslocamentos para os quais estabeleceu a teoria e mediu o efeito.
- O desenvolvimento (com René Boucher et al.) de baterias de longa duração para marcapassos e vários dispositivos antitumorais baseados em elementos transurânicos.

## Honras
Membro da Academia Francesa de Ciências desde 18 de fevereiro de 1991, foi seu delegado para as relações internacionais por oito anos. Yves Quéré foi eleito em 2000 como co-presidente do InterAcademy Panel (IAP), que é a assembleia das cerca de 100 Academias de Ciências de todo o mundo. Com Georges Charpak e Pierre Léna, esteve envolvido desde 1996 na renovação do ensino das ciências na escola, "La Main à la pâte", onde esteve particularmente envolvido na divulgação internacional (Europa, América Latina, China, África francófona...)
Foi nomeado membro da Pontifícia Academia das Ciências em 20 de dezembro de 2003. Ele foi promovido ao posto de Comandante da Légion d'Honneur em 13 de julho de 2007.

## Publicações
É autor de cerca de uma centena de publicações e de vários livros, entre os quais:
- Punctual defects in metals (Masson, 1967)
- Physics of Materials (Ellipsse) and Physics of Materials (John Wiley)
- Teaching science (Odile Jacob, 2002)
- The Wisdom of the Physicist, (L'œil neuf, 2005)
- Children and science, with Georges Charpak and Pierre Léna (Odile Jacob, 2005)
- Teaching, communicating, (Le Pommier, 2008)
- Sixteenth notes (Le Pommier, 2010)
- Language and science, with Alain Bentolila (Plon, 2014)
- A shell in the hollow of the ear (Odile Jacob, 2018)